# Chiesa di San Vincenzo (Isera)
La chiesa di San Vincenzo, anche nota come chiesa dei Santi Vincenzo e Anastasio, è la parrocchiale di Isera in Trentino. Fa parte della zona pastorale della Vallagarina e risale al XII secolo.

## Storia

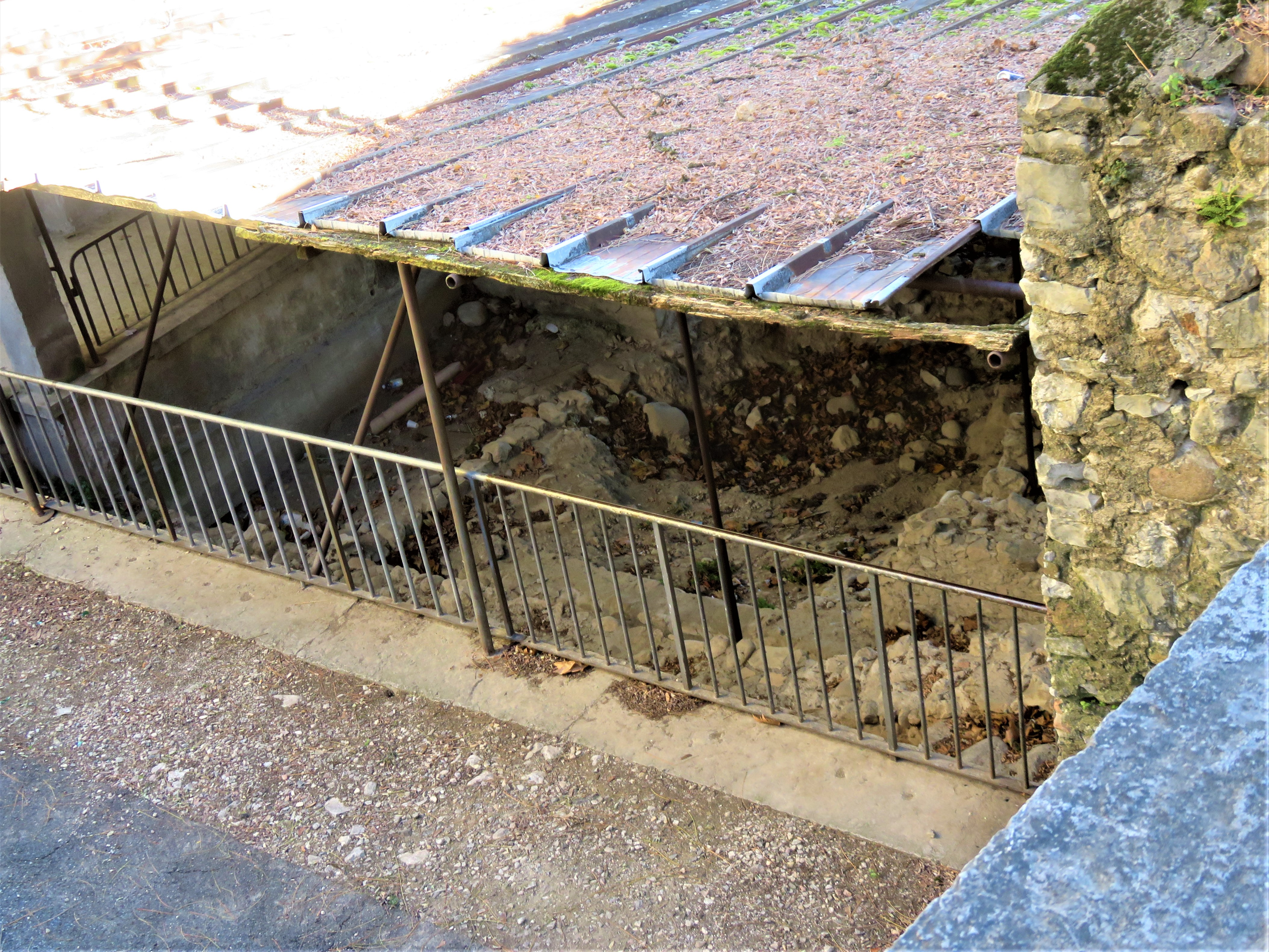
Scavi alla villa romana di Isera

Accanto alla chiesa vi sono le rovine di una villa di epoca romana e di una necropoli di epoca più tarda a sostegno della tesi che questo sito fosse abitato sin dal I secolo.

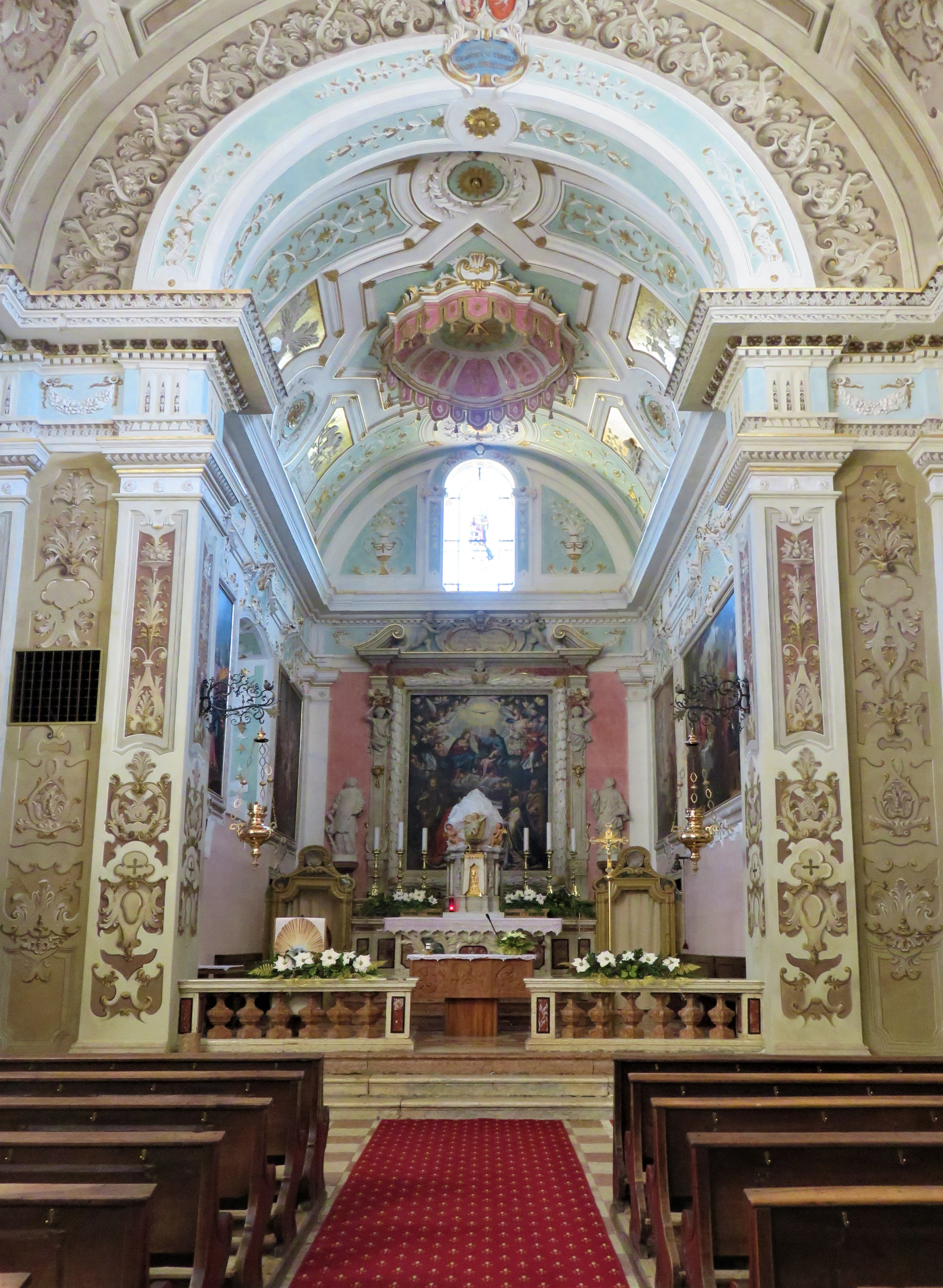
Navata e altare maggiore.

La prima chiesa a Isera è stata costruita quasi certamente attorno al XII secolo e consisteva di una semplice cappella con campanile a vela. La torre campanaria con struttura autonoma è stata collegata ad una preesistente torre di avvistamento romana, ma sembra che tale ipotesi non sia realistica, mentre la sua costruzione viene con buona approssimazione fissata al XIII secolo.
La documentazione scritta relativa ai tributi da versare da parte delle chiese alla diocesi trentina la citano ufficialmente a partire dal 1309. Dal 1581 venne elevata a dignità curiaziale.
All'inizio del XVII secolo la torre campanaria venne sopraelevata alle dimensioni che ci sono pervenute e la campana venne ottenuta dalla fusione di un'artiglieria donata da Costantino Lichtenstein. Visite di incaricati vescovili attorno alla metà del secolo denunciarono lo stato di abbandono del luogo sacro e venne imposta la sua ricostruzione. Il cantiere venne aperto e la chiesa fu completamente ricostruita sotto la direzione di Gian Domenico Visetti, ad esclusione della torre campanaria. I lavori si conclusero nel 1683 e in quell'anno venne celebrata la solenne consacrazione.
Attorno alla metà del XVIII secolo fu restaurata con interventi sulla copertura del tetto e la tinteggiatura delle pareti. Venne rinnovata la pavimentazione del presbiterio (realizzata dello scultore Domenico Sartori) e fu costruito l'imponente pulpito in marmo opera di Teodoro Benedetti, dell'importante famiglia di scultori originaria di Castione, all'epoca nota per le sue cave e le sue botteghe artigianali.
Attorno al 1787 venne completata la decorazione degli interni con stucchi sia nella parte presbiteriale sia nella navata. Ottenne dignità parrocchiale nel 1792 distaccandosi così dalla pieve di Villa Lagarina.
Nei primi anni del XIX secolo la chiesa venne arricchita di un organo di Girolamo Zavarise di Verona poi, nel 1888, la torre campanaria venne restaurata. Negli ultimi anni del secolo la navata venne impreziosita con nuove opere pittoriche.
Nel primo decennio del XX secolo venne rifatta la pavimentazione della sala.
Negli anni ottanta fu rivista la copertura del tetto e tra il 2003 ed il 2011 si realizzarono gli ultimi interventi restaurativi con opere per il contenimento dell'umidità, la revisione degli impianti, il restauro delle scale di accesso ai portali e la revisione della torre campanaria. Si pose attenzione infine alle ricche decorazioni a stucco e ai dipinti murali.